# Branč
Branč (em húngaro: Berencs) é um município da Eslováquia, situado no distrito de Nitra, na região de Nitra. Tem 13,81 km² de área e sua população em 2018 foi estimada em 2.235 habitantes.

## Demografia
| Ano:        | 1994 | 2004   | 2014   | 2024   |
| ----------- | ---- | ------ | ------ | ------ |
| Broj ljudi: | 2007 | 2065   | 2202   | 2169   |
| Razlika:    |      | +2,88% | +6,63% | -1,49% |

| Ano:               | 2023 | 2024   |
| ------------------ | ---- | ------ |
| Número de pessoas: | 2172 | 2169   |
| Diferença:         |      | -0,13% |